# GOLDFISH RESCUE GANG
GOLDFISH RESCUE GANG（ゴールドフィッシュレスキューギャング）は日本の音楽ユニット。2000年4月結成、2006年にCDデビュー。略称GFRG、G.F.R.G.。別名金魚救荒。

## メンバー

### 現メンバー
- KOUSAKU （コウサク、本名：石川 耕作（いしかわ こうさく）、ボーカル、1967年11月2日 - ）

東京都生まれ・千葉県育ち。2000年まではサンディに所属し、AK LIVEのボーカリストとして活動。GOLDFISH RESCUE GANGとして活動に専念するため、AK LIVEを解散、サンディを離れた。現在はシグマセブンに所属し、ラジオパーソナリティ・ナレーター・スタジアムDJとしても活動している。まるごみ総合プロデューサー。
- HAJIME （ハジメ、本名：村上 創 （むらかみ はじめ）、ギター、プログラミング、1970年11月15日 - ）

大阪府生まれ・横須賀育ち。2004年に加入。加入当時はベース担当。元Hoosierのベーシスト（2005年に脱退）。現在は天風団のギタリストとしても活動。

### 元メンバー
- 吟 “the Bass” （ぎん ザベース、ベース、1974年11月5日 - ）、埼玉県出身。
- まちゃあき　（ドラム、1972年7月14日 - ）、北海道出身。
- T.T. （ティーティー、ギター、1975年4月27日 - ）、埼玉県出身。
- YOSSY （ヨッシー、本名：加藤 剛志（かとう つよし）、ドラム、11月4日 - ）、滋賀県出身。2002年加入、2006年3月脱退。元Replica、現在はLOUDDESSiで活動。
- YASU （ヤス、本名：寒河江康隆（さがえやすたか）ギター、1972年5月22日 - ）神奈川県出身。1997年より、数々のセッションワーク。元天風団、Hoosier、STABBLUE

## ディスコグラフィ

### シングル
|     | タイトル         | 発売日                                                       | 収録曲 |
| 1st | March            | 2006年4月26日                                                | 1. March 2006年千葉ロッテマリーンズ・サポートソング 2. STAND UP 〜It's not over yet〜 3. !!（止まんな） 日本最大級ソフトダーツトーナメント・MJトーナメント公認ソング |
| 2nd | Fight or Flight? | 2007年7月1日 通販限定（bayfm78 SHOPPING ISLAND、MUSICPOSCA） | 1. Fight or Flight? feat. 中村あゆみ・ARCHE・NAKIGUMA 2. Remembrance feat. 鈴木トオル・江口正祥 3. Full Ahead 2007年千葉ロッテマリーンズ・サポートソング             |

### VHS
G.F.R.G 2001.5.25 LIVE in Shibuya NEST (2001年、通販限定)
G.F.R.G / DYNAMITE STARTER / H.B.C.D / PERFECT WORLD / ??（何かない?） / 金魚鉢 / WANNA ROCK / SUCK MY SOUL / CHANGE / !!（止まんな）

### カセットテープ
G.F.R.G 2001.5.25 LIVE in Shibuya NEST　(2001年、通販限定)
G.F.R.G / DYNAMITE STARTER / H.B.C.D / PERFECT WORLD / ??（何かない?） / 金魚鉢 / WANNA ROCK / SUCK MY SOUL / CHANGE / !!（止まんな）

### 未リリース音源
公式HPで公開した楽曲　（2005年発表）
GAMAN / LOVE SONG / NEXT STEP / 別世界 (ANOTHER WORLD)

### 提供楽曲
- 「地球（あなた）へ」 / THE EARTH BEATS（KOUSAKU / chourus: NANA MIZUKI(水樹奈々) / エイジアエンジニア / eyes / ZOOCO / 根本美緒 / 大林素子 / Marugomi Kids）
　　作詞：KOUSAKU 作曲：HAJIME 編曲：土屋学
　　2008年9月24日発売
　　「湾岸まるごとゴミ拾い〜100年たっても地球（あなた）となかよし〜」サポートソング